# 26 de desembre
El 26 de desembre és el tres-cents seixantè dia de l'any del calendari gregorià i el tres-cents seixanta-unè en els anys de traspàs. Resten 5 dies per acabar l'any.

## Esdeveniments
Països Catalans
- 1482 - València: Col·locació de la primera pedra de la Llotja de la Seda, obra de Pere Comte.[1]
- 1995 - Barcelona: Partit d'homenatge a Epi, retirat al mes de juny, retirant-se la seva samarreta i rebent l'Orde Olímpica.

Resta del món
- 1135 - Anglaterra: Coronació del Rei Esteve d'Anglaterra
- 1661 - La Haia: signatura del Tractat de partició del ducat de Limburg i els Països enllà del Mosa entre Espanya i la república de les Set Províncies Unides
- 1767 - Viena: estrena d'Alceste, òpera en tres actes de Christoph Willibald Gluck amb llibret de Ranieri de' Calzabigi.
- 1776 - Trenton (Nova Jersey, EUA): Els americans guanyen la batalla de Trenton durant la Guerra d'Independència dels Estats Units.
- 1793 - França: Batalla de Geisberg a Wissembourg.
- 1805 - Àustria i França signen el Tractat de Pressburg, que posa fí a la guerra de la Tercera Coalició.[2]
- 1860 - Anglaterra: Se celebrà el primer partit de futbol entre clubs de la història. Fou entre el Hallam Football Club i el Sheffield Football Club a la ciutat de Sheffield.
- 1898 - Marie i Pierre Curie anuncien l'aïllament del radi.
- 1919 - RSFS de Rússia: S'inicia una campanya d'alfabetització total.
- 1943 - Mar de Noruega: La Royal Navy enfonsa el Scharnhorst, darrer cuirassat de la Kriegsmarine alemanya.[3]
- 1948 - Hongria: El Cardenal József Mindszenty fou arrestat i acusat de traïció i conspiració.
- 1976 - Nepal: Es fundà el Partit Comunista del Nepal.
- 1978 - París: Arrenca la primera edició del ral·li París-Dakar
- 2003 - Bam (Kerman, l'Iran): un fort terratrèmol de 6,3 en l'escala de Richter provoca la destrucció de la ciutat i la mort de més de 20 mil persones.
- 1991 - URSS: Reunió formal del Soviet Suprem que acorda dissoldre formalment la Unió Soviètica.
- 1997 - Illa de Montserrat: Col·lapsa el cim del volcà de Soufrière Hills, provocant un petit tsunami.[4]
- 1999 - Europa central: La tempesta Lothar travessa l'Europa Central, provocant la mort de 137 persones i causant danys en valor de 1.3 bilions de dòlars.
- 2003 - Iran: Terratrèmol de 6.6 de magnitud a la ciutat de Bam. Hi ha desenes de milers de morts i destrueix la Ciutadella de Bam.
- 2004 - oceà Índic: un sisme marí de magnitud 9,2 en l'escala de Richter amb l'epicentre situat prop de l'illa de Sumatra provoca un gran tsunami que arrasa bona part de les costes d'aquest oceà i hi causa la mort o desaparició d'unes 228.000 persones.
- 2006 - Nigèria: Explota un conducte de petroli a Lagos. Mort d'almenys 260 persones.

## Naixements
Països Catalans
- 1760 - Sogorb - Alt Palància: Josep Joan Camaron i Melià, pintor i gravador valencià (m. 1819).
- 1810 - Vilafranca del Penedès, l'Alt Penedès: Pau Milà i Fontanals fou un pintor, escriptor i catedràtic de teoria de l'art i d'estètica a l'Escola de Belles Arts de Barcelona.
- 1848 - Barcelona: Ignasi Ferrer i Carrió, gramàtic i escriptor català (m. 1903).
- 1849 - Alcoi: Josep Espí i Ulrich, compositor i músic valencià (m. 1905).
- 1861, Barcelona: Guillem August Tell i Lafont va ser un advocat, notari i poeta català (m. 1929).
- 1930 - Lleida: Josep Pernau i Riu, periodista català (m. 2011).
- 1942 - Tiana, Maresme: Pere Esteve i Abad, polític català, diputat al Parlament de Catalunya i al Parlament Europeu (m. 2005).[5]
- 1952 - Parets del Vallès: Rosa Martí, política catalana, ha estat alcaldessa de Parets del Vallès i diputada al Parlament.[6]
- 1955 - Sabadell - Vallès Occidental: Sergi Mateu i Vives, actor català de teatre, cinema i televisió.
- 1963 - l'Hospitalet de Llobregat: Núria Marín Martínez, política catalana, alcaldessa de la seva ciutat des de 2008.[7]
- 1966 - Barcelona: Francesc Mauri i Domènech és un meteoròleg i presentador de televisió català.
- 1975 - Viladecans, Baix Llobregat: María Vasco, atleta catalana especialista en marxa, primera medallista olímpica catalana.[8]
- 1981 - Banyoles - Pla de l'Estany: Albert Corominas Bertran, piragüista català.

Resta del món
- 1194 - Jesi, Regne d'Itàlia: Frederic II del Sacre Imperi Romanogermànic. (m. 1250).
- 1780 - Jedburgh: Mary Somerville, matemàtica i astrònoma escocesa pionera (m. 1872).[9]
- 1791 - Teignmouth, Devonshire (Gran Bretanya): Charles Babbage, matemàtic i precursor de la informàtica anglès (m. 1871).
- 1618 - Heidelberg: Elisabet del Palatinat, aristòcrata alemanya, filòsofa i religiosa calvinista (m. 1680).[10]
- 1818 - Madrid: Maria Isabel de Portugal, reina consort d'Espanya entre 1816 i 1818, pel seu matrimoni amb Ferran VII d'Espanya.
- 1831 - Bruges: Charles Meerens, intèrpret i musicòleg belga.
- 1873 - Holbeach, Anglaterra: Ralph Norman Angell, escriptor, periodista i polític anglès, Premi Nobel de la Pau de 1933 (m. 1967).
- 1891 - Nova York, EUA): Henry Miller, escriptor estatunidenc (m. 1980).
- 1893 - Xiangtan, Hunan, la Xina: Mao Zedong (毛澤東: nom també adaptat a les llengües occidentals com Mao Tse-Tung), polític xinès, president del país (m. 1976).[11]
- 1904 - Lausana (Suïssa): Alejo Carpentier, novelista i narrador cubà que influí notablement en la literatura llatinoamericana durant la seva època daurada, l'anomenat «boom llatinoamericà» (m. 1980).
- 1906 - Buenos Aires: Imperio Argentina, actriu, cantant i ballarina hispano-argentina (m. 2003).[12]
- 1921 - Pechelbronn, Alsàcia, França: Jacqueline Berenstein-Wavre, política socialista de Suïssa.[13]
- 1937 - Liverpool, Anglaterra: John Horton Conway, matemàtic actiu en diferents disciplines, conegut popularment per la invenció de l'autòmat cel·lular anomenat el joc de la vida (m. 2020).
- 1939 - El Bronx, Nova York, EUA): Phil Spector, músic i productor estatunidenc, conegut sobretot per la seva tècnica d'orquestració, el "mur de so" (wall of sound) (m. 2021).
- 1940 - Glens Falls, Nova York (EUA): Edward C. Prescott, economista estatunidenc, Premi Nobel d'Economia de l'any 2004.
- 1947 - Aurenja (França): Jean Echenoz, escriptor francès, Premi Médicis de l'any 1983.
- 1949 - Dili (Timor Oriental): José Ramos-Horta, polític timorès, President de Timor Oriental, Premi Nobel de la Pau de 1996.
- 1955 - Montevideo, Uruguai: Esteban Klisich, compositor i pedagog uruguaià.
- 1963 - Gentofte, Dinamarca: Lars Ulrich, músic de rock danès, membre fundador i bateria de Metallica, grup de heavy metal estatunidenc.
- 1979 - USA, Luke Harper, Lluitador nord-americà († 2020)

## Necrològiques
Països Catalans
- 1927 - Barcelona: Concepció Pallardó i Guillot, actriu catalana.[14]
- 2003 - València: Cristina Piris López-Doriga, política i sindicalista valenciana (n. 1949).[15]

- 2012 - Calonge, (Baix Empordà): Dolors Hubach i Vilarrodà, mestra catalana.

Resta del món
- 268 - Roma, Itàlia: El Papa Dionís I.
- 418 - Roma (Itàlia): El Papa de Roma Zòsim I.
- 1458 - Nantes (França): El Duc Artur III de Bretanya.
- 1476 - Milà (Itàlia): El Duc de Milà Galeàs Maria Sforza (n. 1444).
- 1530 - Agra (Índia): Baber, Emperador de l'Imperi Mogol. (n. 1483).
- 1820 - Trieste (Itàlia): Joseph Fouché, polític francès i mestre d'espies (n. 1759).
- 1869 - París (França): Jean-Léonard-Marie Poiseuille, metge fisiòleg francès, un dels científics més influents de França (n. 1797).
- 1943 - Madrid (Espanya): Vicente Cantos Figuerola, advocat i polític valencià, ministre de Justícia (1934-1935) durant la Segona República Espanyola (n. 1868).
- 1968 - Nova York (EUA): Weegee, pseudònim de Arthur (Usher) Felling, fotògraf estatunidenc (n. 1899).[16]
- 1972 - Kansas City (Missouri) (Estats Units d'Amèrica): El 33è president dels Estats Units Harry S. Truman. (n. 1884).
- 1977 - Palm Springs, Califòrnia (EUA): Howard Hawks, director, guionista i productor de cinema estatunidenc (n. 1896).[17]
- 1985 - Ruhengeri, Ruanda: Dian Fossey, zoòloga nord-americana (n. 1932).[18]
- 1988 - Madrid (Espanya) Pablo Sorozábal Mariezkurrena compositor basc (n. 1897).
- 1999:
  - Nova Delhi (Índia), Shankar Dayal Sharma, 9è president de l'Índia. (n. 1918).
  - Roswell (Geòrgia, EUA): Curtis Mayfield, cantant, compositor i guitarrista de soul i funk (n. 1942).
- 2001 - Hertfordshire (Anglaterra, Regne Unit): Nigel Hawthorne, actor anglès (n. 1929).
- 2006 - Rancho Mirage (Califòrnia, EUA): Gerald Ford, 38è president dels Estats Units d'Amèrica (n. 1913).
- 2020 - Jacksonville (USA)ː Luke Harper, Lluitador nord-americà (n. 1979).
- 2021 - Ciutat del Cap (Sud-àfrica)ː Desmond Tutu, eclesiàstic i pacifista sud-africà (n. 1931).[19]

## Festes i commemoracions
- Santoral: Diada de Sant Esteve, en commemoració de sant Esteve màrtir, protomàrtir del cristianisme; papa Dionís I; Zòsim I, papa; Marí de Roma, màrtir;[20] Vicenta María López y Vicuña, verge i fundadora de les Religioses de Maria Immaculada.
- Diada de Sant Esteve, a Catalunya la seva festa constitueix la continuació del dia de Nadal essent festiu laboral. També és dia festiu a Alsàcia, Andorra,[21] Àustria, Croàcia, la República Txeca, Alemanya, Hong Kong, Itàlia, Irlanda, Luxemburg, Polònia i Eslovàquia.
- Boxing day, festa celebrada a diversos països de la Commonwealth.
- Primer dia de Kwanzaa, una celebració de la cultura afroamericana als Estats Units (fins a l'1 de gener).
- Dia de la Independència i la Unitat a Eslovènia.